# Anthurium herthae
Anthurium herthae är en kallaväxtart som beskrevs av Kurt Krause. Anthurium herthae ingår i släktet Anthurium och familjen kallaväxter. Inga underarter finns listade.